# Уотли, Майкл
Майкл Уотли (англ. Michael Whatley; род. 1968, Мичиган) — американский юрист, политический и партийный деятель. Председатель Национального комитета Республиканской партии с 8 марта 2024 года.

## Биография

### Ранняя жизнь и образование
Уотли родом из округа Уотога, Северная Каролина . Он окончил Университет Северной Каролины в Шарлотте со степенью бакалавра по истории и Университет Уэйк Форест со степенью магистра по религии, диссертация на тему: «Кардинал Ришелье: Секретность — это первостепенная необходимость в государственных делах». В 1997 году он получил степень доктора юриспруденции  и степень магистра по теологии в Университете Нотр-Дам. 
Уотли начал работать в политике Республиканской партии , когда он добровольно участвовал в предвыборной кампании сенатора США Джесси Хелмса в 1984 году , будучи студентом второго курса средней школы Уотога.

### Карьера
В 2000 году Уотли был членом команды Джорджа Буша-младшего, которая занималась пересчетом голосов во Флориде . Во время президентства Буша, Уотли работал в Министерстве энергетики США в качестве заместителя помощника секретаря.  В 2004 году он стал начальником штаба сенатора США  Элизабет Доул, заменив Фрэнка Хилла. В 2007 году Уотли стал партнером в лоббистской фирме HBW Resources, а в 2008 году он стал исполнительным вице-президентом Consumer Energy Alliance; он занимал эту должность до 2019 года.  В 2016 году Уотли помогал кандидату в президенты от Республиканской партии Дональду Трампу проводить кампанию и организовывать митинги в Северной Каролине.
В июне 2019 года Республиканская партия Северной Каролины выбрала Уотли в качестве преемника Робина Хейса на посту председателя.  Уотли принимал непосредственное участие в усилиях президента Дональда Трампа по отмене результатов президентских выборов 2020 года , в том числе участвовал в телефонном разговоре в декабре 2020 года, в котором Трамп призвал госсекретаря Джорджии Брэда Раффенспергера «найти» голоса, необходимые ему для победы в штате.
После нападения на Капитолий США 6 января 2021 года Уотли отказался обвинять Трампа, заявив, что ответственность несут только те, кто участвовал в беспорядках.  В феврале 2021 года Уотли сказал: «Мы, безусловно, увидели доказательства нарушений при голосовании, нарушений при подсчете голосов в ряде мест по всей стране», и что причиной победы Трампа в Северной Каролине стала бдительность его партии штата в отношении попыток демократов мошенничества.  Также в феврале 2021 года партия штата единогласно проголосовала за осуждение сенатора Ричарда Бёрра за голосование за осуждение президента Трампа во время его второго импичмента. 
Национальный комитет Республиканской партии назначил Уотли своим генеральным юрисконсультом в феврале 2023 года.  В феврале 2024 года Дональд Трамп одобрил Уотли на замену Ронны Макдэниел на посту председателя Национального комитита Республиканской партии.  В марте 2024 года Уотли был избран новым председателем Национального комитета республиканской партии, а Лара Трамп — его сопредседателем.  Согласно плану организации партии Северной Каролины на 2022 год, ее заместитель (Сьюзан Миллс) исполняла обязанности председателя штата до тех пор, пока не будет избран преемник.
В январе 2025 года Уотли был переизбран на пост председателя Республиканского национального комитета.